# نیروی دریایی ونزوئلا
نیروی دریایی ونزوئلا (اسپانیایی: Armada Bolivariana de Venezuela‎) نیروی دریایی زیرمجموعه نیروهای مسلح ملی ونزوئلا است، که در سال ۱۸۱۱ تأسیس شد.